# Jean-Jacques Altmeyer
Jean-Jacques Altmeyer (Lussemburgo, 20 gennaio 1804 – Bruxelles, 1877) è stato uno storico belga.
Di tendenze democratiche e confidente del filosofo Proudhon, lasciò una notevole Histoire des communes flamandes. Fu docente all'Università libera di Bruxelles.